# ماهی‌خورک حلقه‌دار
 ماهی‌خورک حلقه‌دار (نام علمی: Megaceryle torquata) نام یک گونه از سرده ماهی‌خورک‌های بزرگ است.